# Fair Play (film)
Fair Play è un film del 2006 diretto da Lionel Bailliu e interpretato da Benoît Magimel e Marion Cotillard.

## Trama
Una grande azienda con contrasti tra i vari dipendenti; una vacanza sarà il miglior modo per fare chiarezza.

## Distribuzione
Il film è uscito nelle sale cinematografiche francesi e belghe il 6 settembre 2006.